# Ocotea bullata
Ocotea bullata là loài thực vật có hoa trong họ Nguyệt quế. Loài này được (Burch.) E. Meyer in Drege miêu tả khoa học đầu tiên năm 1843.